# Señorío de Beirut
El Señorío de Beirut fue uno de los estados cruzados del Reino de Jerusalén, creado en 1110 y dependiente del Principado de Galilea. Se situaba entre los condados de Sidón y Trípoli. Fue conquistado por los mamelucos en 1291.

## Historia
Beirut fue capturada por los cruzados en 1110 y entregada en calidad de señorío a Fulco de Guînes por el rey Balduino I de Jerusalén. Fue uno de los señoríos de más larga vida de Ultramar, sobreviviendo hasta el colapso final de la presencia cruzada en 1291, aunque sólo como una pequeña franja en la costa Mediterránea alrededor de la propia ciudad de Beirut. Fue un puerto de capital importancia para el comercio y el tránsito de los peregrinos, y tenía sus propios vasallos.

### Señorío de Banias
Banias (la antigua Cesarea de Filipo) fue entregada a Balduino II de Jerusalén por los Asesinos en 1128. Banias se fusionó con el señorío Torón en la persona Hunfredo II de Torón, hasta que cayó ante Nur al-Din en 1164, y cuando se recuperó Joscelino III de Edesa lo convirtió en parte del Señorío de Joscelino (véase más adelante).

### Señorío de Torón
El castillo de Torón fue construido por Hugo de Saint Omer para ayudar a la captura de Tiro, y fue entregado a Hunfredo I de Torón en 1107. Los señores de Torón fueron muy influyentes en el reino; Hunfredo II fue condestable de Jerusalén, al igual que Hunfredo III. Hunfredo IV se casó con Isabel de Jerusalén, hija de Amalarico I. Torón se fusionó más tarde con el dominio real de Tiro. 
Torón tenía dos vasallos propios, el Señorío de Castel Neuf, que cayó ante Nur al-Din en 1167, y el Señorío de Torón Ahmud, vendido a la Orden Teutónica en 1261.

## Señores de Beirut
- Fulco de Guînes (1110-1125)
- Gualterio I Brisebarre (1125-1138).
- Gualterio I Brisebarre (1138-1140).
- Gualterio II Brisebarre (1140-1156).
- Guido II Brisebarre (1156-1157).
- Gualterio III Brisebarre (1157-1166).
- Dominio real bajo Amalarico I (1166-1169).
- Andrónico I Comneno (1169-70).
- Dominio real bajo Amalarico I, Balduino IV, Balduino V y Guido I(1170-1187).
- Conquistado por Saladino (1187-1197).
- Dominio real bajo Emerico (1197-1204).
- Juan de Ibelín, el Viejo Señor de Beirut (1204-1236).
- Balián de Ibelin (1236-1247).
- Hugo de Ibelín (1247-1254).
- Juan II de Ibelín (1254-1264).
- Isabel de Ibelín (1264-1282). 
  - 1265-1267, Hugo II de Chipre.
  - 1272-1273, Haimón Lestrange.
  - 1276-1277, Nicolás Alemán.
  - 1278-1282, Guillermo Barlais
- Eschiva de Ibelín (1282-1291). 
  - 1282-1284, Hunfredo de Montfort.
  - 1291, Guido de Chipre (m. en 1304).